# Langli
Langli, ursprungligen Langeleje, är en 0,36 kvadratkilometer stor, dansk ö i Hobukten i Vadehavet i Region Syddanmark. Langli köptes 1982 av staten och förvaltas av Naturstyrelsen. Ön ingår i 
Nationalpark Vadehavet.
Ön sträcker sig 0,9 kilometer i nord-sydlig riktning, och 0,9 kilometer i öst-västlig riktning. Öns högsta punkt, med 14 meter, är sanddynsryggen Langli Bjerge. Ön kan nås till fots vid ebb via en fyra kilometer lång ebbväg, som markeras av pålar i havsbotten och löper från Nyeng vid Ho till öns nordvästra spets. Ön är ett fågelskyddsområde och får därför endast besökas mellan 16 juli och 15 september. Langli har Vadehavets största koncentration av häckande fåglar. Där finns särskilt kentsk tärna och silvertärna samt kolonier av skrattmås, fiskmås och gråtrut. Av andra häckande arter märks silltrut, strandskata, skärfläcka, ejder, stjärtand och gräsand.
Bosättning på ön skedde först 1840, då två familjer slog sig ned där, vallade in mark på ön och drev jordbruk. År 1911 hade ön 38 invånare och en egen skola. Två stormfloder ödelade  vallarna, och staten hjälpte då inte till att finansiera en återuppbyggnad. Der ledde till att invånarna övergav ön 1913. Ett tidigare sommarhus från 1940-talet används som fältstation för fågelstudier.